# Ahmed (éléphant)
Pour les articles homonymes, voir Ahmed.
Ahmed est un éléphant de savane d'Afrique mâle, né vers 1919 et mort en 1974. La longueur de ses défenses a fait sa renommée. Ahmed vivait dans le parc national de Marsabit. En 1970, le président kényan Jomo Kenyatta a décidé de le placer sous la protection permanente de gardes (2 ou 5 selon les sources) afin de prévenir l'action de braconniers. Cela s'avéra payant puisque Ahmed s'éteignit de façon naturelle en 1974. Bien que d'une taille imposante, ses défenses ne pesaient qu'une soixantaine de kilogrammes chacune. Ses ossements et ses défenses sont conservés au musée national de Nairobi et une reproduction grandeur nature est exposée à l'extérieur de ce musée.

## Hommage
Un Google Doodle lui est consacré le 6 décembre 2023,.